# اچ‌ام‌اس فالکنور (۱۹۱۴)
اچ‌ام‌اس فالکنور

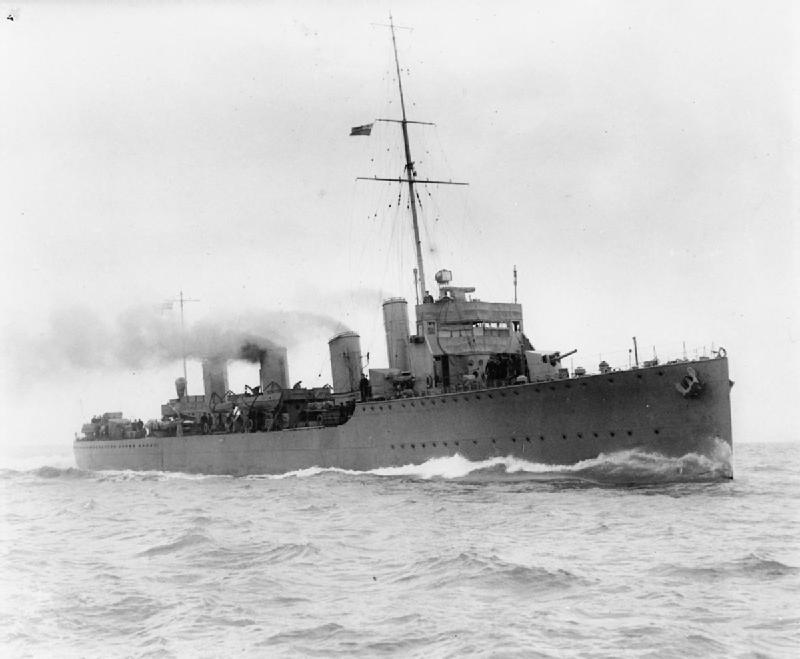
کشتی اچ‌ام‌اس فالکنور

اچ‌ام‌اس فالکنور (۱۹۱۴) (به انگلیسی: HMS Faulknor (1914)) یک کشتی بود که طول آن ۳۳۱ فوت (۱۰۰٫۹ متر) بود. این کشتی در سال ۱۹۱۴ ساخته شد.